# Фелікс Балдауф
Фелікс Балдауф (норв. Felix Baldauf; нар. 22 жовтня 1994) — норвезький борець греко-римського стилю, чемпіон Європи, бронзовий призер Європейських ігор.

## Життєпис
Боротьбою почав займатися з 2004 року.
Виступає за борцівський клуб BRAATT; Крістіансунн. Тренер — Ерен Гьєгтвік, Фріц Онес, Арі Геркенен.

## Спортивні результати на міжнародних змаганнях

### Виступи на Чемпіонатах світу
| Змагання                        | Збірна   | Вагова категорія                 | Місце |
| ------------------------------- | -------- | -------------------------------- | ----- |
| Чемпіонат світу з боротьби 2017 | Норвегія | греко-римська боротьба, до 98 кг | 18    |
| Чемпіонат світу з боротьби 2018 | Норвегія | греко-римська боротьба, до 97 кг | 14    |
| Чемпіонат світу з боротьби 2019 | Норвегія | греко-римська боротьба, до 97 кг | 28    |
| Чемпіонат світу з боротьби 2022 | Норвегія | греко-римська боротьба, до 97 кг | 14    |

### Виступи на Чемпіонатах Європи
| Змагання                         | Збірна   | Вагова категорія                 | Місце  |
| -------------------------------- | -------- | -------------------------------- | ------ |
| Чемпіонат Європи з боротьби 2017 | Норвегія | греко-римська боротьба, до 98 кг | Золото |
| Чемпіонат Європи з боротьби 2019 | Норвегія | греко-римська боротьба, до 97 кг | 10     |
| Чемпіонат Європи з боротьби 2022 | Норвегія | греко-римська боротьба, до 97 кг | 5      |

### Виступи на Європейських іграх
| Змагання              | Збірна   | Вагова категорія                 | Місце  |
| --------------------- | -------- | -------------------------------- | ------ |
| Європейські ігри 2015 | Норвегія | греко-римська боротьба, до 98 кг | 15     |
| Європейські ігри 2019 | Норвегія | греко-римська боротьба, до 97 кг | Бронза |

### Виступи на інших змаганнях
| Змагання                                                         | Збірна   | Вагова категорія                 | Місце  |
| ---------------------------------------------------------------- | -------- | -------------------------------- | ------ |
| Північний чемпіонат з боротьби 2012                              | Норвегія | греко-римська боротьба, до 96 кг | Срібло |
| Тор Мастерс 2014                                                 | Норвегія | греко-римська боротьба, до 98 кг | Бронза |
| Золотий Гран-прі з боротьби 2014 (Сомбатгей)                     | Норвегія | греко-римська боротьба, до 98 кг | 8      |
| Північний чемпіонат з боротьби 2014                              | Норвегія | греко-римська боротьба, до 98 кг | Срібло |
| Гран-прі FILA 2015                                               | Норвегія | греко-римська боротьба, до 98 кг | 19     |
| Тор Мастерс 2015                                                 | Норвегія | греко-римська боротьба, до 98 кг | Золото |
| Турнір Дана Колова — Николи Петрова 2015                         | Норвегія | греко-римська боротьба, до 98 кг | 11     |
| Гран-прі Іспанії з боротьби 2015                                 | Норвегія | греко-римська боротьба, до 98 кг | Бронза |
| Кубок Владислава Пітласинські 2015                               | Норвегія | греко-римська боротьба, до 98 кг | 5      |
| Турнір Вехбі Емре і Гаміта Каплана 2016                          | Норвегія | греко-римська боротьба, до 98 кг | Срібло |
| Олімпійський кваліфікаційний турнір з боротьби 2016 (Зренянин)   | Норвегія | греко-римська боротьба, до 98 кг | 8      |
| Олімпійський кваліфікаційний турнір з боротьби 2016 (Стамбул)    | Норвегія | греко-римська боротьба, до 98 кг | Бронза |
| Кубок Арво Хаавісто 2016                                         | Норвегія | греко-римська боротьба, до 98 кг | Золото |
| Гран-прі Парижа з боротьби 2017                                  | Норвегія | греко-римська боротьба, до 98 кг | Золото |
| Тор Мастерс 2017                                                 | Норвегія | греко-римська боротьба, до 98 кг | Золото |
| Кубок Владислава Пітласинські 2017                               | Норвегія | греко-римська боротьба, до 98 кг | Золото |
| Кубок Владислава Пітласинські 2018                               | Норвегія | греко-римська боротьба, до 97 кг | 11     |
| Тор Мастерс 2019                                                 | Норвегія | греко-римська боротьба, до 97 кг | Срібло |
| Північний чемпіонат з боротьби 2019                              | Норвегія | греко-римська боротьба, до 97 кг | Срібло |
| Кубок Хапаранди з боротьби 2019                                  | Норвегія | греко-римська боротьба, до 97 кг | Золото |
| Кубок Арво Хаавісто 2019                                         | Норвегія | греко-римська боротьба, до 97 кг | Срібло |
| Турнір Маттео Пелліцоне 2020                                     | Норвегія | греко-римська боротьба, до 97 кг | Срібло |
| Відкритий турнір Загребу з боротьби 2021                         | Норвегія | греко-римська боротьба, до 97 кг | 5      |
| Європейський олімпійський кваліфікаційний турнір з боротьби 2021 | Норвегія | греко-римська боротьба, до 97 кг | 15     |
| Світовий олімпійський кваліфікаційний турнір з боротьби 2021     | Норвегія | греко-римська боротьба, до 97 кг | 6      |
| Турнір Германа Каре 2022                                         | Норвегія | греко-римська боротьба, до 97 кг | 9      |
| Відкритий турнір Загребу з боротьби 2022                         | Норвегія | греко-римська боротьба, до 97 кг | Золото |
| Турнір Вехбі Емре і Гаміта Каплана 2022                          | Норвегія | греко-римська боротьба, до 97 кг | Бронза |
| Турнір Маттео Пелліцоне 2022                                     | Норвегія | греко-римська боротьба, до 97 кг | 10     |

### Виступи на змаганнях молодших вікових груп
| Змагання                                          | Збірна   | Вагова категорія                  | Місце  |
| ------------------------------------------------- | -------- | --------------------------------- | ------ |
| Північний чемпіонат з боротьби серед кадетів 2010 | Норвегія | греко-римська боротьба, до 85 кг  | Золото |
| Чемпіонат Європи з боротьби серед кадетів 2010    | Норвегія | греко-римська боротьба, до 85 кг  | 10     |
| Північний чемпіонат з боротьби серед кадетів 2011 | Норвегія | греко-римська боротьба, до 85 кг  | Золото |
| Чемпіонат Європи з боротьби серед кадетів 2011    | Норвегія | греко-римська боротьба, до 85 кг  | 8      |
| Чемпіонат світу з боротьби серед кадетів 2011     | Норвегія | греко-римська боротьба, до 85 кг  | 10     |
| Північний чемпіонат з боротьби серед юніорів 2012 | Норвегія | греко-римська боротьба, до 96 кг  | Бронза |
| Чемпіонат Європи з боротьби серед юніорів 2012    | Норвегія | греко-римська боротьба, до 96 кг  | Срібло |
| Північний чемпіонат з боротьби серед юніорів 2013 | Норвегія | греко-римська боротьба, до 96 кг  | Бронза |
| Чемпіонат Європи з боротьби серед юніорів 2013    | Норвегія | греко-римська боротьба, до 96 кг  | 5      |
| Чемпіонат світу з боротьби серед юніорів 2013     | Норвегія | греко-римська боротьба, до 96 кг  | 15     |
| Північний чемпіонат з боротьби серед юніорів 2014 | Норвегія | греко-римська боротьба, до 96 кг  | Срібло |
| Чемпіонат Європи з боротьби серед юніорів 2014    | Норвегія | греко-римська боротьба, до 96 кг  | Золото |
| Чемпіонат світу з боротьби серед юніорів 2014     | Норвегія | греко-римська боротьба, до 96 кг  | Бронза |
| Чемпіонат Європи з боротьби серед молоді 2015     | Норвегія | греко-римська боротьба, до 130 кг | Бронза |
| Чемпіонат Європи з боротьби серед молоді 2017     | Норвегія | греко-римська боротьба, до 98 кг  | 11     |